# Thank You (álbum de Michael Schenker)
Thank You es el álbum debut de la carrera solista del guitarrista alemán Michael Schenker, publicado en 1993 por su propio sello Michael Schenker Records. Luego del término de la banda McAuley Schenker Group en 1993, Michael decidió iniciar su carrera solista con una serie de álbumes instrumentales siendo este su primer disco, que cuenta con power ballads como también con canciones más rápidas, pero grabadas solo con guitarras acústicas. Para apoyarlo, su hermano Rudolf Schenker en ciertas presentaciones en vivo de Scorpions durante la gira Face the Heat Tour, lo invitaba para interpretar el tema «Positive Forward» junto a él y Matthias Jabs.
El 10 de octubre de 2000 fue remasterizado y relanzado con arreglos orquestales, bajo el título de Thank You with Orchestra por el sello Michael Schenker Records, como una edición especial. Mientras que en el 2001 fue remasterizado bajo el sello SPV/Steamhammer Records.

## Lista de canciones
Todas las canciones escritas por Michael Schenker.

| N.º | Título                       | Duración |  |
| 1.  | «Positive Forward»           | 3:13     |  |
| 2.  | «Courage and Confidence»     | 3:01     |  |
| 3.  | «Faith and Trust»            | 3:56     |  |
| 4.  | «Peace»                      | 4:04     |  |
| 5.  | «Endless Possibilities»      | 1:03     |  |
| 6.  | «Humbleness»                 | 2:08     |  |
| 7.  | «Harmony»                    | 3:21     |  |
| 8.  | «Love and Kindness»          | 4:31     |  |
| 9.  | «Joy»                        | 2:43     |  |
| 10. | «Acceptance and Forgiveness» | 3:32     |  |
| 11. | «Patience and Tolerance»     | 3:29     |  |
| 12. | «Truth»                      | 3:00     |  |
| 13. | «Open and Willing»           | 2:53     |  |
| 14. | «Escape from the Box»        | 4:44     |  |

## Músicos
- Michael Schenker: guitarra líder, guitarra rítmica y arreglos musicales